# 森町 (弘前市)
森町（もりちょう）は、江戸期から現在にかけての青森県弘前市の地名。郵便番号は036-8205。2017年6月1日現在の人口は56人、世帯数は31世帯。

## 地理
町域の北部は塩分町、東部は本町、南部は覚仙町、西部は茂森町に接する。

## 歴史
- 慶安2年 - 茂森町の名前の由来でもある茂森山が削られ平地となった場所は空地（畠地）と見える（津軽弘前城之絵図）。
- 寛文5年 - 北側に時鐘堂が建てられ、弘前城下に時を告げていた。しかし何時まで鐘が撞かれていたかは不明。改築は享和元年（弘前市史）
- 寛文13年 - しかし当地は、まだ町割りが行われていない。時鐘堂への通路は、現在の塩分町（当時の町名は侍町）と本町にあった。そのことから塩分町は茂森町時鐘堂下通りとも呼ばれた（元禄9年町絵図）。
- 宝永6年 - 町割りされる（国日記）。
- 享保6年 - 時鐘堂の隣りに蝋燭御蔵が見える。以後は、時鐘堂ではなく鐘撞堂（かねつきどう）という表現が多く用いられる（町割帳）。
- 寛政12年 - 鐘撞堂と蝋燭御蔵のほかに武家屋敷が17軒（分間弘前大絵図）。
- 文化4年 - 変化はない（御家中屋敷）また、森町から覚仙町にかけての小路には町同心稽古所があった。

### 地理的状況
森町は弘前でもっとも標高が高いとされ、当時時鐘所の場所としては最適だった。

### 地名の由来
元和元年に茂森山を削って平地にして当地を形成したことのちなむものと思われる。

## 施設

### 医療
- 小原皮ふ科医院
- 成田眼科クリニック

### 商業
- 敷浪写真館

### 宿泊
- ひろさきユースホステル

## 小・中学校の学区
市立小・中学校に通う場合、学区は以下の通りとなる。
| 大字 | 番地 | 小学校             | 中学校             |
| ---- | ---- | ------------------ | ------------------ |
| 森町 | 全域 | 弘前市立朝陽小学校 | 弘前市立第四中学校 |

## 交通
- 弘南バス

覚仙町角（弘前バスターミナル - 相馬・藍内・ロマントピア線、他）停留所。